# De Kustpijl
De Kustpijl is een eendaagse wielerwedstrijd met start en aankomst in de Belgische gemeente Knokke. De wedstrijd werd voor het eerst verreden in 1962 en maakt deel uit van de UCI Europe Tour, in de categorie 1.2. De wedstrijd werd onafgebroken georganiseerd tussen 1962 en 2001, en opnieuw sinds 2012. 

## Lijst van winnaars

### Meervoudige winnaars
| Overwinningen | Renner            | Land      | Jaren              |
| ------------- | ----------------- | --------- | ------------------ |
| 3             | Alain Desaever    | België    | 1976 + 1983 + 1984 |
| 2             | Michel Cornelisse | Nederland | 1992 + 1993        |
| 2             | Marnix Lameire    | België    | 1987 + 1990        |
| 2             | Noël Van Clooster | België    | 1967 + 1972        |

### Overwinningen per land
| Overwinningen | Land      |
| ------------- | --------- |
| 38            | België    |
| 7             | Nederland |
| 2             | Litouwen  |
| 1             | Italië    |